# Nené Estivill
Alejandro Santamaría Estivill (Pontevedra, 6 de octubre de 1926-Palma de Mallorca, 30 de marzo de 2011), más conocido como Nené Estivill, fue un historietista y trabajador de Telefónica español, creador de personajes como Agamenón y La terrible Fifí.

## Biografía
Nació en Pontevedra el 6 de octubre de 1926.
Empezó su carrera como dibujante profesional durante los años 50, en revistas gallegas como Camino o Potosí, así como en "La Risa" de Editorial Marco, donde creó sus primeras series: El malvado Doctor Cianuro y su ayudante Panduro y Cañete Camarón, deportista de afición. En 1956 fue contratado por Editorial Valenciana, y en el semanario Jaimito, de dicha editorial, publicó una nueva serie, La Bola, así como nuevas entregas de las aventuras de Cañete Camarón.
En 1958 comienza a trabajar para los semanarios de Editorial Bruguera, primero con chistes sueltos, y luego con las historietas La terrible Fifí (en Pulgarcito) y Silvano Mengano (en Can Can). La primera tuvo un gran éxito y se publicó en varios de los tebeos de Bruguera.
En 1961 aparece otro de sus grandes personajes: Agamenón, en la segunda etapa de la revista Tío Vivo. Fue una de las pocas historietas de Bruguera en que se mostró un ambiente rural.
Se retiró de la historieta por primera vez en 1975 al asumir mayores responsabilidades en Telefónica.
Una vez jubilado, retomó su carrera como historietista en 1987. En esta segunda etapa recuperó los derechos sobre su obra de manos de Ediciones B. También recibió el Premio Diario de Avisos en 1989 como reconocimiento a toda su obra. En 1993 se retiró definitivamente de la historieta.
Falleció en Palma de Mallorca el 30 de marzo de 2011, a la edad de 84 años.